# Симан, Джон
Джон Теодор Си́ман (англ. John Theodore Seeman) (р. 1950) — американский физик, специалист в области физики ускорителей, автор и соавтор более 350 публикаций.

## Биография
Родился в штате Айова в семье фермеров. Получил степень бакалавра в Университете штата Айова в 1973 году, далее обучался в Корнелльском университете, где защитил диссертацию в 1979 году, под руководством Мори Тигнера разработав систему инжекции в электрон-позитронный коллайдер CESR. Далее изучал эффекты встречи. C 1982 года работал в Национальной лаборатории SLAC в Калифорнии, сперва на коллайдерах SPEAR и PEP, затем принимал участие в запуске линейного коллайдера SLC. С 1993 года руководил проектированием, запуском электрон-позитронного коллайдера PEP II. С этим проектом связаны основные достижения Симана. На этой установке, одной из двух B-фабрик, построенных в конце 1990-х, в конкуренции с японским проектом KEKB, были достигнуты рекордные параметры, прежде всего светимость, существенно выше проектных значений. Кроме того, участвовал в проектах лазеров на свободных электронах на базе основного линака SLAC LCLS и FACET.
Читает лекции для Американской школы физики ускорителей (USPAS).
С женой Нэнси имеют сына и дочь.

## Признание
С 2004 года член Американского физического общества. Премия Роберта Уилсона (2004).

## Публикации
- J. Seeman et al. Observation of the Beam-Beam Limit in CESR (англ.) : Proc. PAC-1983. — JACoW, 1983. — P. 2033.
- J. Seeman et al. SLC Energy Spectrum Monitor Using Synchrotron Radiation (англ.) : Proc. LINAC-1986. — JACoW, 1986. — P. 441.
- John T. Seeman. Observations of the Beam-beam Interaction (англ.) // Lect.Notes Phys : сб. — Springer, 1986. — Vol. 247. — P. 121-153. — doi:10.1007/BFb0107349.
- John T. Seeman. The Stanford Linear Collider (англ.) // Ann.Rev.Nucl.Part.Sci : journal. — 1991. — December (vol. 41). — P. 389-428. — doi:10.1146/annurev.ns.41.120191.002133.
- John T. Seeman. Injection issues of electron - positron storage rings (англ.) // SLAC-PUB : Proc. B-Factories: the State of the Art in Accelerators, Detectors, and Physics. — 1992. — P. 233.
- J.T. Seeman. Higher Luminosity B-Factories (англ.) : Proc. PAC-2001. — JACoW, 2001. — P. 305.
- J.T. Seeman. Last Year of PEP-II B-Factory Operation (англ.) : Proc. EPAC-2008. — JACoW, 2008. — P. 946.
- J.T. Seeman. Top-up Injection for a Future Electron-positron Collider (англ.) : Proc. eeFACT-2016. — JACoW, 2016. — P. 66. — doi:10.18429/JACoW-eeFACT2016-TUT2H1.